# Saint-Sorlin-de-Vienne
Pour les articles homonymes, voir Saint-Sorlin (homonymie).
Saint-Sorlin-de-Vienne est une commune française située dans le département de l'Isère en région Auvergne-Rhône-Alpes.
Adhérente à la communauté de communes de Vienne Condrieu Agglomération et rattachée au canton de Vienne-2, la commune est proche de l'agglomération de Vienne.

## Géographie

### Situation et description
Saint-Sorlin-de-Vienne est située dans la région Auvergne-Rhône-Alpes, au nord-ouest du département de l'Isère. La superficie de la commune est de 994 hectares et l'altitude varie de 219 à 428 mètres.

### Climat
Pour des articles plus généraux, voir Climat d'Auvergne-Rhône-Alpes et Climat de l'Isère.
En 2010, le climat de la commune est de type climat océanique altéré, selon une étude du Centre national de la recherche scientifique s'appuyant sur une série de données couvrant la période 1971-2000. En 2020, Météo-France publie une typologie des climats de la France métropolitaine dans laquelle la commune est dans une zone de transition entre le climat semi-continental et le climat de montagne et est dans la région climatique  Moyenne vallée du Rhône, caractérisée par un bon ensoleillement en été (fraction d’insolation > 60 %), une forte amplitude thermique annuelle (4 à 20 °C), un air sec en toutes saisons, orageux en été, des vents forts (mistral), une pluviométrie élevée en automne (250 à 300 mm). 
Pour la période 1971-2000, la température annuelle moyenne est de 11,5 °C, avec une amplitude thermique annuelle de 17,7 °C. Le cumul annuel moyen de précipitations est de 931 mm, avec 8,4 jours de précipitations en janvier et 6,5 jours en juillet. Pour la période 1991-2020, la température moyenne annuelle observée sur la station météorologique de Météo-France la plus proche, « Reventin », sur la commune de Reventin-Vaugris à 8 km à vol d'oiseau, est de 12,9 °C et le cumul annuel moyen de précipitations est de 775,7 mm,. Pour l'avenir, les paramètres climatiques de la commune estimés pour 2050 selon différents scénarios d'émission de gaz à effet de serre sont consultables sur un site dédié publié par Météo-France en novembre 2022.

### Hydrographie
La commune est traversée par la Suzon, ruisseau qui prend sa source sur la commune à l'altitude 404 mètres, dans la forêt domaniale des Révolets.

### Voies de communication
Situé à l'écart des grands axes de communication, le territoire de la commune est principalement traversé par la route départementale 167 (RD167).

## Urbanisme

### Typologie
Au 1er janvier 2024, Saint-Sorlin-de-Vienne est catégorisée commune rurale à habitat dispersé, selon la nouvelle grille communale de densité à sept niveaux définie par l'Insee en 2022.
Elle est située hors unité urbaine. Par ailleurs la commune fait partie de l'aire d'attraction de Lyon, dont elle est une commune de la couronne,. Cette aire, qui regroupe 397 communes, est catégorisée dans les aires de 700 000 habitants ou plus (hors Paris),.

### Occupation des sols
L'occupation des sols de la commune, telle qu'elle ressort de la base de données européenne d’occupation biophysique des sols Corine Land Cover (CLC), est marquée par l'importance des territoires agricoles (64,8 % en 2018), en augmentation par rapport à 1990 (63,8 %). La répartition détaillée en 2018 est la suivante : 
forêts (35,2 %), zones agricoles hétérogènes (31 %), prairies (17,1 %), terres arables (16,7 %). L'évolution de l’occupation des sols de la commune et de ses infrastructures peut être observée sur les différentes représentations cartographiques du territoire : la carte de Cassini (XVIIIe siècle), la carte d'état-major (1820-1866) et les cartes ou photos aériennes de l'IGN pour la période actuelle (1950 à aujourd'hui).

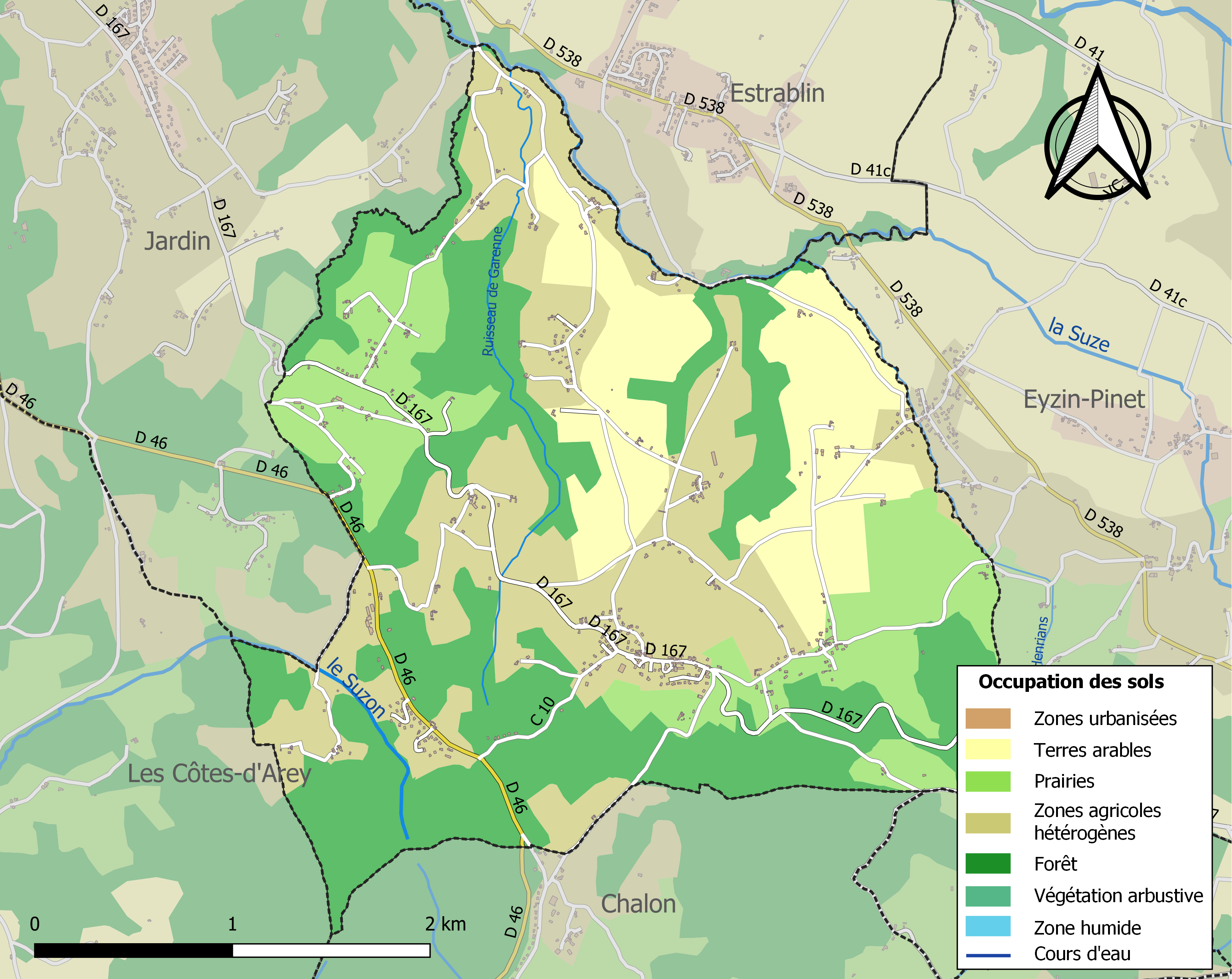
Carte des infrastructures et de l'occupation des sols de la commune en 2018 (CLC).

### Risques naturels et technologiques majeurs

#### Risques sismiques
L'ensemble du territoire de la commune Saint-Sorlin-de-Vienne est situé en zone de sismicité n°3 (sur une échelle de 1 à 5), comme la plupart des communes de son secteur géographique.
| Type de zone | Niveau            | Définitions (bâtiment à risque normal) |
| ------------ | ----------------- | -------------------------------------- |
| Zone 3       | Sismicité modérée | accélération = 1,1 m/s2                |

## Toponymie
Saint-Sorlin est une contraction de Sanctus Saturninus, nom latin de Saint Saturnin, premier évêque de Toulouse.

## Politique et administration

### Liste des maires
| Période                                  | Période  | Identité     | Étiquette | Qualité  |
| ---------------------------------------- | -------- | ------------ | --------- | -------- |
| mars 2001                                | En cours | Isidore Polo | DVD       | Retraité |
| Les données manquantes sont à compléter. |          |              |           |          |

## Population et société

### Démographie
L'évolution du nombre d'habitants est connue à travers les recensements de la population effectués dans la commune depuis 1800. Pour les communes de moins de 10 000 habitants, une enquête de recensement portant sur toute la population est réalisée tous les cinq ans, les populations de référence des années intermédiaires étant quant à elles estimées par interpolation ou extrapolation. Pour la commune, le premier recensement exhaustif entrant dans le cadre du nouveau dispositif a été réalisé en 2006.

En 2022, la commune comptait 967 habitants, en évolution de +10,89 % par rapport à 2016 (Isère : +3,07 %, France hors Mayotte : +2,11 %).
| 1800 | 1806 | 1821 | 1831 | 1836 | 1841 | 1846 | 1851 | 1856 |
| ---- | ---- | ---- | ---- | ---- | ---- | ---- | ---- | ---- |
| 362  | 430  | 382  | 470  | 483  | 496  | 449  | 406  | 395  |

| 1861 | 1866 | 1872 | 1876 | 1881 | 1886 | 1891 | 1896 | 1901 |
| ---- | ---- | ---- | ---- | ---- | ---- | ---- | ---- | ---- |
| 431  | 420  | 442  | 443  | 422  | 448  | 462  | 461  | 463  |

| 1906 | 1911 | 1921 | 1926 | 1931 | 1936 | 1946 | 1954 | 1962 |
| ---- | ---- | ---- | ---- | ---- | ---- | ---- | ---- | ---- |
| 419  | 425  | 391  | 365  | 374  | 350  | 326  | 343  | 340  |

| 1968 | 1975 | 1982 | 1990 | 1999 | 2006 | 2011 | 2016 | 2021 |
| ---- | ---- | ---- | ---- | ---- | ---- | ---- | ---- | ---- |
| 312  | 338  | 612  | 695  | 700  | 777  | 830  | 872  | 954  |

| 2022 | - | - | - | - | - | - | - | - |
| ---- | - | - | - | - | - | - | - | - |
| 967  | - | - | - | - | - | - | - | - |

### Enseignement
La commune est rattachée à l'académie de Grenoble et dispose d'une école primaire privée La Source.

### Médias
Historiquement, le quotidien à grand tirage Le Dauphiné libéré consacre, chaque jour, y compris le dimanche, dans son édition du Nord-Isère, un ou plusieurs articles à l'actualité du canton et quelquefois de la commune, ainsi que des informations sur les éventuelles manifestations locales, les travaux routiers, et autres événements divers à caractère local.
La commune est située sur l'aire de diffusion de radio Ici Isère, une radio publique qui émet sur l'ensemble du territoire du département de l'Isère.

### Cultes
La communauté catholique et l'église de Saint-Sorlin-de-Vienne (propriété de la commune) sont desservies par la paroisse Sainte Mère Teresa en Viennois, elle-même rattachée au diocèse de Grenoble-Vienne.

## Culture et patrimoine

### Lieux et monuments
- Église paroissiale Saint-Saturnin
- Monument aux morts communal
Celui-ci se présente avec un pilier commémoratif sous la forme d'une colonne quadrangulaire avec un entourage de barres. Celui-ci fait références aux victimes locales des deux guerres mondiales « mortes pour la France »[21].
- Châteaux de Saint-Sorlin (ruines de 2 châteaux).

### Héraldique
|  | Saint-Sorlin-de-Vienne possède des armoiries dont l'origine et le blasonnement exact ne sont pas disponibles. |